# Еврикратид
Еврикратид или Еврикрат II (на старогръцки: Εὐρυκρατίδας, Eurykratidas; на латински: Eurycratides, също Eurykrates II) син на Анаксандър и Леандрис, от династията на Агидите (Agiaden), е цар на Спарта през ок. 650 пр.н.е. – 600 пр.н.е.
Той и синът и наследникът му Леон губят война срещу Тегеянците в Аркадия.
Неговият внук е Анаксандрид II.